# Лардизабаловые
Лардизабаловые (лат. Lardizabalaceae) — семейство двудольных растений, входящее в порядок Лютикоцветные (Ranunculales), включающее в себя 8-9 родов и 30-50 видов.
Ареал семейства охватывает Восточную Азию от Гималаев до Японии (здесь сосретоточены почти все виды семейства), а также Чили (роды Lardizabala и Boquila) и западную Аргентину (Boquila).

## Ботаническое описание
Представители семейства большей частью вьющиеся или ползучие кустарники, только у видов рода Декенея (Decaisnea) прямостоящие.
Листья очерёдные, сложные, обычно с прилистниками.
Цветки раздельнополые, правильные актиноморфные, в кистях, реже одиночные; околоцветник простой, из 6, реже 3 листочков, белый, красно-коричневый или зеленоватый; реже цветки без околоцветника. Тычинок 6, иногда сросшихся основаниями, часто между околоцветником и тычинками имеются 2 круга нектарников; пестиков 3—9, каждый из одного плодолистика. Завязь верхняя, с многочисленными семяпочками.
Плоды сочные, ягодообразные, но большей частью раскрывающиеся при созревании. Семена с большим эндоспермом и маленьким прямым зародышем.
| |  |  |  |
| Слева направо: Листья (Akebia trifoliata). Цветки (Holboellia coriacea). Плоды (Akebia quinata). Раскрытая коробочка (Декенея Фаргеза) |  |  |  |

## Роды
Семейство насчитывает 9 родов в трёх подсемействах и двух трибах:
Подсемейство Decaisneoideae, включает один род:
- Decaisnea Hook.f. & Thomson — Декенея

Подсемейство Lardizabaloideae, включает две трибы:
Триба Lardizabaleae, включает шесть родов:
- Akebia Decne. — Акебия
- Archakebia C.Y.Wu, T.C.Chen & H.N.Qin
- Boquila Decne.
- Holboellia Wall. — Хольбелия
- Lardizabala Ruiz & Pav. — Лардизабала
- Stauntonia DC. — Стаунтония

Триба Sinofranchetieae, включает один род:
- Sinofranchetia (Diels) Hemsl. — Синофранхетия

Подсемейство Sargentodoxoideae, включает один род:
- Sargentodoxa Rehder & E.H.Wilson